# David B. Kirk
David Blair Kirk (* 1960) ist ein US-amerikanischer Informatiker und Computeringenieur, bekannt für Entwicklung von Computergraphik-Hardware. Er war Chefwissenschaftler und Vizepräsident für Architektur bei NVIDIA.
Kirk studierte Maschinenbau am Massachusetts Institute of Technology mit dem Master-Abschluss und wurde am Caltech 1993 in Informatik promoviert, wo er auch 1990 einen Master in Informatik erhielt. 1989 bis 1991 war er Ingenieur in der Abteilung Apollo Systems von Hewlett-Packard. 1993 bis 1996 war er Chefwissenschaftler und Leiter der Technologie bei der Videospielfirma Crystal Dynamics. 1997 bis 2009 war er Chefwissenschaftler bei NVIDIA. Er ist NVIDIA Fellow. Zurzeit (2020) ist er unabhängiger Berater und dient auch mehreren Non-Profit-Projekten. Neben Computergraphik (Hardware, Software) befasst er sich in jüngerer Zeit auch mit Pädagogik der Informatik, Künstlicher Intelligenz, fortgeschrittener Parallelprogrammierung und Robotik.
2002 erhielt er den ACM SIGGRAPH Computer Graphics Achievement Award für seinen Beitrag zur Bereitstellung von Hochleistungsgraphikhardware für den Massenmarkt. 2006 wurde er Mitglied der National Academy of Engineering für seine Rolle darin, Hochleistungscomputergraphik auf PCs zu bringen. 2009 erhielt er den Distinguished Alumni Award des Caltech.
Er hält rund 100 Patente (2020) in den Bereichen Computergraphik und zugehörigen Algorithmen. Für 2019 erhielt er den Seymour Cray Computer Engineering Award für herausragende Führungsrolle in der Entwicklung von Graphikprozessoren und deren Software und Begründung von deren Aufstieg im Rahmen der Mainstream-Entwicklung von Hochleistungsrechnern.

## Schriften
- mit Wen-mei W. Hwu: Programming Massively Parallel Processors: A Hands-on Approach. 2. Auflage. Elsevier/Morgan Kaufmann, 2012.